# Gore Highway

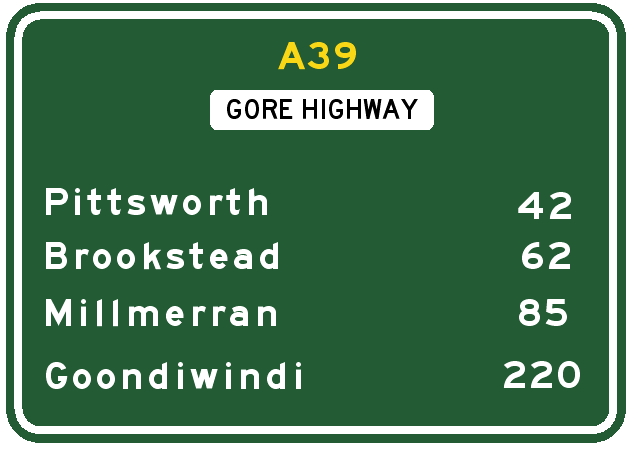
Les principales villes longeant la Gore Highway.

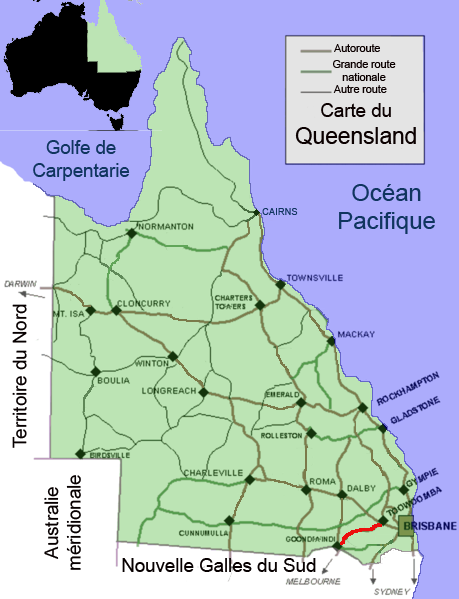
La Gore Highway.

La Gore Highway est un axe routier long de 202 km dans le Queensland en Australie allant de Goondiwindi à Toowoomba. Avec la Goulburn Valley Highway et la Newell Highway, elle fait partie de la National Highway qui relie Melbourne à Brisbane. Elle porte le nom de A39. 
Elle traverse la région des Darling Downs avec ses paysages typiques de bétail en pâture, de vergers et de champs de céréales. Elle n'est devenue National Highway que dans les années 1990 en remplacement de la Cunningham Highway pour la portion Goondiwindi - Brisbane, la faisant passer par Toowoomba et la Warrego  Highway nouveau tronçon qui présente des pentes moins fortes que l'ancien itinéraire et permettant, en particulier pour les camions, de faire le trajet plus rapidement 

## Limitation de vitesse
La vitesse est limitée entre :
- Drayton (en) (Toowoomba) et Westbrook (en) à 90 km/h
- Westbrook et Millmerran (en) à 100 km/h